# Гуггенхаузен
Гуггенхаузен (нем. Guggenhausen) — община в Германии, в земле Баден-Вюртемберг. 
Подчиняется административному округу Тюбинген. Входит в состав района Равенсбург. Подчиняется управлению Альтсхаузен.  Население составляет 181 человек (на 31 декабря 2010 года). Занимает площадь 8,25 км².